# Khương Hữu Dụng
Khương Hữu Dụng (1907-2005) là nhà thơ hiện đại Việt Nam. Cuộc đời làm thơ của ông trải dài hơn 70 năm, từ giữa thập niên thứ 3 đến cuối thập niên thứ 10 của thế kỷ 20. Ông cũng đã dịch nhiều thơ chữ Hán và chữ Pháp, đặc biệt là thơ Đường của văn học Trung Quốc sang tiếng Việt.

## Tiểu sử
Khương Hữu Dụng sinh trong một gia đình nghèo tại phố cổ Hội An, tỉnh Quảng Nam. Mẹ ông mất khi ông mới lên 3 tuổi.
Khi còn nhỏ, Khương Hữu Dụng học sơ đẳng tiểu học ở Hội An. Từ 1922 đến 1926, ông theo học trường Quốc học Huế. Ngày 17 tháng 3 năm 1926, ông có dịp gặp gỡ với Phan Bội Châu trong dịp cụ đến nói chuyện với học sinh Trường Quốc học Huế và chịu ảnh hưởng nhiều của nhà chí sĩ cách mạng này.
Từ năm 1927, ông được bổ đi dạy ở Bình Định, sau đó đổi ra Ba Đồn, Quảng Bình và nhiều nơi khác. Vừa dạy học, ông vừa làm thơ đăng trên các báo khắp Trung, Nam, Bắc, đặc biệt lá báo Tiếng Dân, Phụ nữ tân văn (ở Sài Gòn) và Phụ nữ thời đàm (ở Hà Nội). Thời kỳ Mặt trận Dân chủ, ông làm thơ đăng nhiều trên các báo Thế giới mới... Ông làm thơ yêu nước đăng thường xuyên trên báo "Tiếng Dân" của Huỳnh Thúc Kháng từ năm 1927 đến 1935 và một số báo khác với bút danh Thế Nhu (do Phan Bội Châu đặt cho ông) và một số bút danh khác. Ông cũng dịch nhiều thơ Đường.

## Sự nghiệp
Thời kỳ Cách mạng tháng Tám năm 1945 ông ở trong Ban Thường vụ Việt Minh tỉnh Lâm Viên và tham gia Tổng khởi nghĩa tại Đà Lạt. Ông có tổng cộng là 9 người con Khương Thế Xương, Khương Băng Tâm, Khương Thế Hưng, Khương Băng Tuyết, Khương Băng Kính, Khương Băng Ngọc, Khương Tuấn Diễm, Khương Tú Thủy, Khương Tú Anh.
Năm 1950 ông và cả hai con trai đều nhập ngũ. Con trai đầu Khương Thế Xương hy sinh trong kháng chiến chống Pháp, con trai thứ hai Khương Thế Hưng tiếp tục đi bộ đội trong kháng chiến chống Mỹ và sau đó đã mất sớm vì di chứng chiến tranh nặng nề.
Vào năm 1946 ông viết "Kinh nhật tụng của người chiến sĩ" với sự trợ tác của Nguyễn Đình Thư và Nguyễn Đình, bài diễn ca nói về việc tu dưỡng phẩm chất của người chiến sĩ cách mạng. Bài ca không ký tên tác giả, được lưu truyền rộng rãi trong các chiến sĩ cách mạng và kháng chiến, đặc biệt là ở các nhà tù thực dân. Năm 1947-1948 ông viết trường ca "Từ đêm Mười chín", "một trong những trường ca xuất sắc nhất của thơ ca Việt Nam kháng chiến chống Pháp" (Tế Hanh), khắc họa cuộc chiến đấu anh dũng của quân dân Quảng Nam – Đà Nẵng trong thời gian bắt đầu cuộc kháng chiến đó. Câu thơ "Một tiếng chim kêu sáng cả rừng" trong bản trường ca này đã nổi tiếng là một câu thơ hay mà nhiều nhà thơ khác như Xuân Diệu, Tế Hanh ca ngợi. Tháng 10 năm 1954, ông tập kết ra Bắc, công tác tại Hội Văn nghệ, sau đó là Hội Nhà văn Việt Nam.
Trong các thập niên 1960, 1970 một số sáng tác của ông được tập hợp trong các tập thơ "Những tiếng thân yêu", "Quả nhỏ", "Bi bô". Ngoài sáng tác, ông dịch hàng ngàn bài thơ Đường của các nhà thơ Trung Quốc như Đỗ Phủ, Lý Bạch, Bạch Cư Dị, thơ Tống của Lục Du và nhiều tác giả khác, cùng với thơ chữ Hán của Nguyễn Trãi, Nguyễn Du, Ninh Tốn, Hồ Chí Minh...
Ông cũng dịch từ tiếng Pháp thơ của Dante và Victor Hugo. Ông dịch thơ rất công phu, quan niệm "dịch là đối thoại" của ông được nhiều người hưởng ứng. Bản dịch bài thơ "Tỳ bà hành" của Bạch Cư Dị, ông đã tu chỉnh trong suốt ba mươi năm và chỉ công bố vào năm ông 85 tuổi, là một bổ khuyết rất có giá trị cho bản dịch của Phan Huy Vịnh trước đó (theo ý kiến của nhà thơ Lê Đạt).
Các tác phẩm thơ của ông được tập hợp trong hai tuyển tập: "Khương Hữu Dụng - phần sáng tác" và "Khương Hữu Dụng - phần thơ dịch", các bài phê bình và tiểu luận liên quan đến cuộc đời và thơ của ông được tập hợp trong sách "Khương Hữu Dụng – một đời thơ".
Ông mất ngày 17 tháng 5 năm 2005 tại Hà Nội, thọ 98 tuổi. Tên ông được đặt cho một con đường tại thành phố Đà Nẵng và một con đường tại thành phố Tam Kỳ, Quảng Nam.

## Các tác phẩm chính
- Kinh nhật tụng của người chiến sĩ (diễn ca, tuyên truyền đạo đức cách mạng, 1946),
- Từ đêm Mười chín (trường ca, 1951),
- Những tiếng thân yêu (tập thơ, 1962),
- Quả nhỏ (tập thơ, 1972),
- Bi bô (tập thơ, 1985),tuyên
- Tuyển tập Khương Hữu Dụng – phần sáng tác (1992),
- Thơ Khương Hữu Dụng (1993),
- Tuyển tập Đường thi (dịch thuật, 1996),
- Khương Hữu Dụng - một đời thơ (2006),
- Tuyển tập Khương Hữu Dụng – phần thơ dịch (2007),
- Lệ (tập thơ chưa xuất bản),
- Sương (tập thơ chưa xuất bản)